# Dwór szachulcowy w Sławowicach
Dwór szachulcowy w Sławowicach – zabytkowy dwór wybudowany w miejscowości Sławowice.
Parterowy dwór z konstrukcją szkieletową, kryty dachem czterospadowym z lukarnami. Fasada z centralnie umieszczonym głównym wejściem w portyku kolumnowym, zwieńczonym trójkątnym frontonem.
Dwór szachulcowy jest częścią zespołu dworskiego wybudowanego w XVIII w. i przebudowywanego do XIX w. razem z parkiem.